# Seznam prostih in odprtokodnih programov
Seznam odprtokodnih programov.

## Audio/Video
- Amarok , predvajalnik zvočnih datotek
- Audacity , snemalnik, v slovenščini
- Beep Media Player  Arhivirano 2007-06-21 na Wayback Machine., predvajalnik le za OS Linux in Unix
- CDex , stiskalec glasbe, v slovenščini
- Media Player Classic , predvajalnik
- VLC media player , predvajalnik, v slovenščini

## Grafična namizna okolja
- GNOME
- KDE

## Grafična orodja
- Blender , 3D modeliranje
- GIMP , urejanje rastrskih (včasih so temu rekli bitnih) slik
- Inkscape , vektorska grafika
- Karbon14 , vektorska grafika
- Scribus , namizno založništvo
- Sweet Home 3D , oblikovanje interierja, v slovenščini

## Internet
- FileZilla , odjemalec za FTP
- Gaim , izmenjava sporočil
- Mercury , messenger
- Miranda IM , izmenjava sporočil
- Mozilla Firefox , brskalnik, v slovenščini
- Mozilla Thunderbird , odjemalec e-pošte, v slovenščini
- Nvu , oblikovanje spletnih strani, v slovenščini
- XChat , odjemalec za IRC

## Operacijski sistemi
- Linux, poslovenjen
- Darwin , derivacija OS X
- SliTaz, mini GNU Linux distribucija

## P2Pin programiTorrent
- aMule , v slovenščini
- Azureus , odjemalec za BitTorrent, v slovenščini
- DC++  Arhivirano 2006-08-21 na Wayback Machine., v slovenščini
- eMule , v slovenščini
- Shareazaa
- uTorrent - v slovenščini (odjemalec za Bit-Torrent)

## Protivirusni programi
- ClamAV  za Linux
- ClamWin  za Windows
- OpenAntivirus
- Avast! Antivirus
- nod32mta email antivirus in antispam program

## Pisarna/urejevalniki besedil
- AbiWord
- EZ Word
- GNU TeXmacs
- Groff
- KOffice
- KWord  Arhivirano 2005-12-31 na Wayback Machine.
- LyX , v slovenščini
- LibreOffice , v slovenščini
- Open Blog  Arhivirano 2009-02-28 na Wayback Machine., v slovenščini
- R4U od Panacea Dreamweavers
- Ted
- WordPress

## Stiskanje datotek
- 7-Zip 7-zip, v slovenščini
- 7-Zip 7-zip, v angleščini

## Zapisovanje optičnih diskov
- CDBurnerXP , v slovenščini
- K3b , v slovenščini

## Pregledovalnik molekul
- Avogadro – vizualizacija molekul, ki jih je mogoče razširiti z vtičnikom
- BALLView – Molekularno modeliranje in vizualizacija
- Jmol – 3D predstavitev molekul v različnih formatih za uporabo kot učno orodje
- Molekel – programska oprema za ogled molekul
- MeshLab – Sposoben je uvoziti nabor podatkov PDB in iz njih zgraditi površine
- PyMOL – Visokokakovostne predstavitve majhnih molekul in bioloških makromolekul
- QuteMol – Interaktivne predstavitve molekul, ki ponujajo vrsto inovativnih vizualnih učinkov OpenGL
- RasMol – Vizualizacija bioloških makromolekul

## Ostalo
- Mozilla Sunbird , koledar, v slovenščini
- Sveto pismo:

- BibleTime , za Linux
- GnomeSword , za Linux